# Шумский, Леонид Григорьевич
Леонид Григорьевич Шумский (10 июня 1945, Тракай, Литовская ССР — 25 сентября 2022, Москва) — советский и российский эстрадный певец, актёр, поэт, композитор, режиссёр, член Союза писателей. Заслуженный артист Российской Федерации (18 ноября 2000).
В кино Леонид Григорьевич Шумский запомнился зрителям по роли Виктора Грачёва в советском военном боевике «Отряд особого назначения» (1978).

## Биография
Родился 10 июня 1945 года в литовском городе Тракай.
В 1961-м работал три года токарем в Вильнюсском дизельном депо. Потом занимался спортом и был чемпионом и призёром юношеских республиканских чемпионатов.
С 1964 по 1967 год служил в пограничных войсках. В составе внештатного армейского ансамбля впервые попробовал себя на большой сцене. Тогда уже увлёкся по мимо музыки сочинением стихов, сценариев и т.д.
В 1967 году был удостоен звания Лауреата Всесоюзного фестиваля народного творчества. Уволившись в запас, Леонид работал учителем в сельской школе, аппаратчиком на заводе бытовой химии и слесарем-монтажником.
После успешных выступлений в нескольких республиканских и всесоюзных конкурсах был приглашён на работу солистом в ансамбль «Огни Немана» Литовской Государственной филармонии, а с января 1972 года — на работу в Московский Государственный мюзик-холл (1972—1975), затем — солистом Московского Государственного оркестра «Современник» п/у А.Кролла.
В 1975 году Шумский перешёл на работу в «Москонцерт». Являлся участником многих телевизионных передач прошлых лет, лауреат популярных телеконкурсов 70-х годов «Алло, мы ищем таланты!» и «С песней по жизни!». Выступал с оркестрами Гостелерадио СССР п/у Ю. Силантьева и Б. Карамышева, много лет гастролировал с сольной программой.
В 1969 году представлял страну вне конкурса на международных фестивалях песни в Сопоте (ПНР) и в городе Сочи.
Получил высшее образование, окончив в 1981 году режиссёрское отделение факультета музыкального театра Государственного института театрального искусства имени Луначарского (ГИТИС).
Организатор и постановщик многих праздничных программ на площадях и в концертных залах Москвы и за её пределами. Побывал в нескольких творческих поездках в «горячих точках» (Приднестровье, Чечня). Активно сотрудничает с Военно-художественной студией писателей, являлся её нештатным музыкальным консультантом. Член двух комиссий при Союзе писателей России: «Военно-патриотическая литература» и «Русская песня XX века». Участник концертной «Фронтовой бригады» СП России.
В течение ряда лет — режиссёр и ведущий «Клуба любителей песни» в Центральном Доме Учёных РАН в Санкт-Петербурге. Частый гость и организатор вечеров в Московском Доме Национальностей, в Культурном Центре Вооружённых Сил РФ.
Ушёл из жизни 25 сентября 2022 года в Москве в возрасте 77 лет. Похоронен на Троекуровском кладбище. По другим данным — похоронен в Литве, в родном городке Яшюнай.

## Фильмография
- Отряд особого назначения (роль: Виктор Грачёв, 1978)

## Награды и звания
- Заслуженный артист Российской Федерации (18.11.2000)
- Лауреат Всесоюзного фестиваля народного творчества (1967)
- Лауреат телеконкурса «Алло, мы ищем таланты!» (70-е года)
- Лауреат телеконкурса «С песней по жизни!» (70-е года)
- Лауреат премии Алексея Фатьянова «Соловьи, соловьи…»
- Член двух комиссий при Союзе писателей России: «Военно-патриотическая литература» и «Русская песня XX века»

## Издания
- Literatūrinė Lietuva. — Soi︠u︡z pisateleĭ litovskoĭ SSR, 1971. — 244 с.
- Летопись журнальных статей. — Изд-во Всесоюзной книжной палаты, 2002. — 1050 с.
- Moskovskiĭ zhurnal. — Redakt︠s︡ii︠a︡ zhurnala, 1999. — 416 с.
- Марина Петровна Абашева, В. Е. Кайгородова. Современная русская литература: проблемы изучения и преподавания : сборник статей по материалам Международной научно-практической конференции, Пермский государственный педагогический университет, 2-4 марта 2005 года : в 2 частях. — Пермский гос. педагог. университет, 2005. — 302 с. — ISBN 978-5-85218-240-1.
- Commonwealth of Independent States Sovet komandui͡ushchikh pogranichnymi voĭskami gosudarstv-uchastnikov SNG. Pogranichnik sodruzhestva. — Knizhno-zhurnalʹnoe izd-vo "Granitsa" Pogranichnykh voĭsk RF., 2004. — 344 с.
- Inga Liutkevičienė. Bravo estradai!. 2020, Mažoji leidykla